# شولشه
شهر شولشه (به فرانسوی: Schœlcher) در شهرستان مارتینیک در ناحیه مارتینیک با جمعیت ۲۱٬۴۱۹ نفر در کشور فرانسه واقع شده‌است